# Cronus (software)
O Cronus (também conhecido como Cronus-Emulator) é um software brasileiro, antes baseado no eAthena, Hercules e rAthena, segue agora em uma linha independente do desenvolvimento. O Cronus disponibiliza um emulador para o jogo Ragnarök Online, MMORPG cujo direito reserva-se à Gravity Corp.. O código-fonte do Cronus é aberto e distribuído legalmente sobre licença GNU/GPL version 3. O Cronus utiliza o GitHub para disponibilizar o seu emulador.
O software surgiu em março de 2006, fundado por Rodrigo Azevedo (Kamper) e em pouco tempo conquistou um grupo de jovens dispostos a traduzir o eAthena para o Português e adaptá-lo ao servidor oficial de Ragnarök Online no Brasil, o bRO, distribuído pela Level Up! Games.
Seu código é escrito na linguagem C, com suporte a Windows e Linux 32/64 bits, este com maior estabilidade e menor custo. Antes da adoção do rAthena, o Cronus era disponibilizado em TXT e SQL; no entanto, diversas instabilidades foram relatadas na versão TXT em servidores privados, o que levou a equipe de desenvolvimento a repensar sobre sua disponibilidade e a removê-la de seu código-fonte, onde atualmente ele é disponibilizado apenas em SQL, por ser considerado mais ágil e seguro em termos de armazenamento de dados dos jogadores.
Atualmente, sua equipe é formada por administradores, coordenadores, moderadores e desenvolvedores. Recentemente, a administração anunciou uma série de mudanças hierárquicas, contando com o retorno do grupo de suporte.
A comunidade conta com mais de 50,000 membros registrados e uma media de 1800 visitantes diários, além de contar com cerca mais de 10,000 tópicos de suportes diversos e mais de 1,000 arquivos diversos, criados e disponibilizados por membros da comunidade, tornando o projeto com maior número de recursos disponíveis na língua portuguesa.